# Soul Fiction
Soul Fiction ist  ein Label für Romane afroamerikanischer Autoren aus den 1950/60er Jahren. Soul (von engl. Seele) ist dabei an das gleichnamige ursprünglich afroamerikanische Musik-Genre angelehnt.
Als Buchreihe wird von Samuel Blumenfeld seit Ende der 1990er Jahre in der französischen Éditions de l'Olivier die collection Soul fiction herausgegeben. Daran anknüpfend erscheint in Deutschland die Buchreihe Soul Fiction im Bremer Verlag Atlantik.
Zu den in Europa bislang unbekannten Autoren der 1950er Jahre zählen Shay Youngblood mit  dem Roman Big Mama Stories, Roloand S. Jefferson, Die Schule an der 103. Straße, Charles Perry Portrait eines Ertrinkenden und Herbert Simmons mit den Romanen Corner Boy und Tanz auf rohen Eiern.
Dargestellt werden in diesen Romanen spezifische, zum Teil autobiografische Lebenssituationen, Musik, Liebe und Widerstand gegen Rassismus, Repression und soziale  Ausgrenzung des afroamerikanischen Teils der US-amerikanischen Gesellschaft.